# ماركو فيرنر
ماركو فيرنر (بالألمانية: Marco Werner)‏ هو سائق سيارة سباق ألماني، ولد في 27 أبريل 1966 في دورتموند في ألمانيا.

## وصلات خارجية
- ماركو فيرنر على موقع DriverDB.com (الإنجليزية)